# Simonne Mathieuová
Simonne Mathieuová (31. ledna 1908, Neuilly-sur-Seine – 7. ledna 1980, Chatou) byla francouzská tenistka. Podle statistik Artuha Wallise Myerse byla v roce 1932 singlovou světovou trojkou. Na Mezinárodním mistrovství Francie vyhrála dvouhru v letech 1938 a 1939. Ve Wimbledonu bylo jejím singlovým maximem semifinále. V ženské čtyřhře vybojovala šest titulů na Roland Garros (1933, 1934, 1936, 1937, 1938, 1939) a tři ve Wimbledonu (1933, 1934, 1937). Spoluhráčkami byly Elizabeth Ryanová, Billie Yorkeová a Jadwiga Jędrzejowska. Také ve čtyřhře smíšené dvakrát vyhrála French Open, v roce 1937 (partner Yvon Petra) a v roce 1938 (partner Dragutin Mitić). V roce 2006 byla posmrtně uvedena do Mezinárodní tenisové síně slávy.
Byla po ní pojmenována trofej pro vítězky ženskou čtyřhry French Open a v roce 2017 po ní byl pojmenován i třetí největší kurt v areálu Rolanda Garrose, kde se French Open každoročně koná. Nebyly tak uctěny jen její sportovní výkony, ale i vlastenecké zásluhy: za druhé světové války se účastnila hnutí odporu a vytvořila Corps des Volontaires françaises, první ženskou bojovou jednotku v dějinách francouzské armády. Za to byla vyznamenána i Řádem čestné legie.